# Chiesa dell'Assunta (Terlano)
La chiesa dell'Assunta, in tedesco Kirche zu Mariä Himmelfahrt, è la parrocchiale e l'edificio più importante di Terlano, nell'Alto Adige.
Conserva all'interno il più grande ciclo pittorico dell'Alto Adige realizzato fra '300 e '400.

## Storia e descrizione

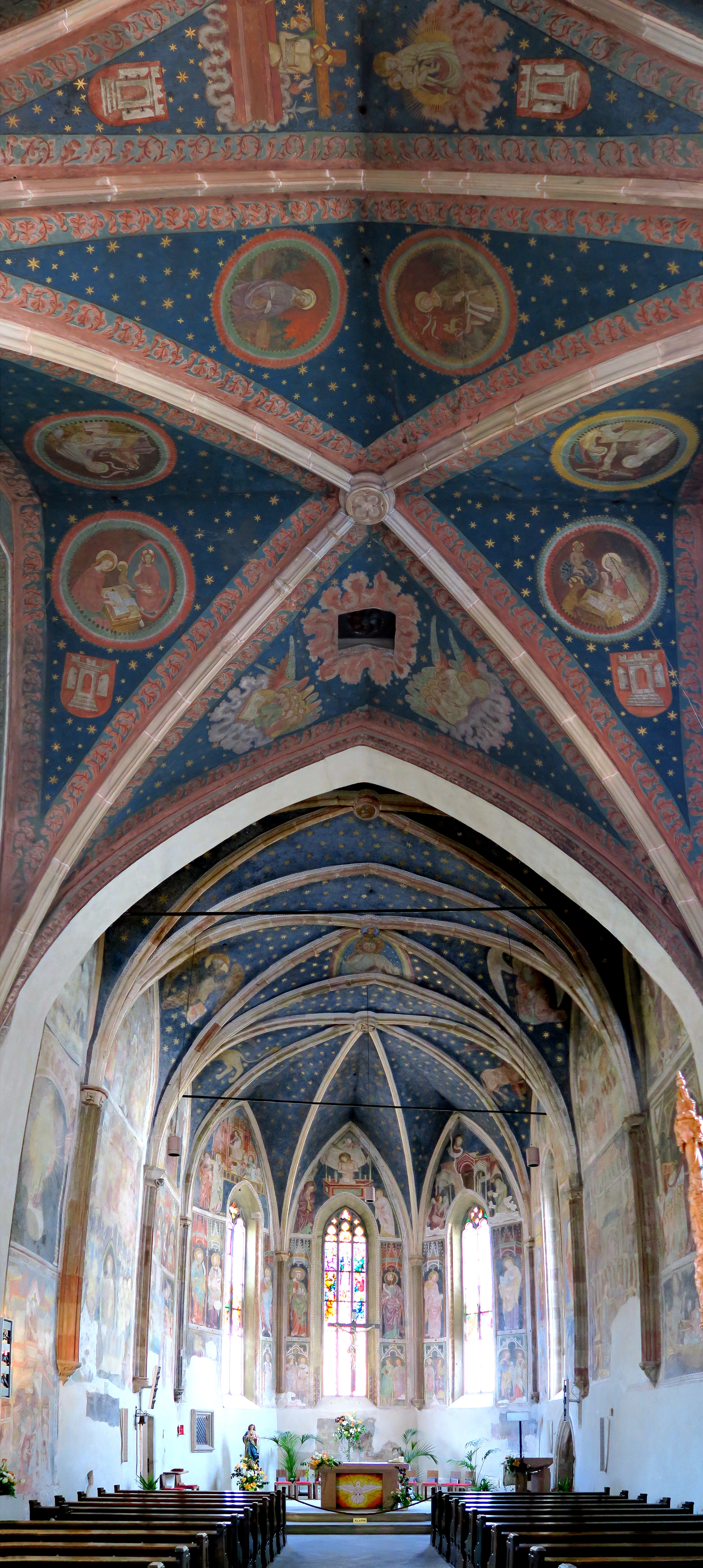
Veduta dell'interno.

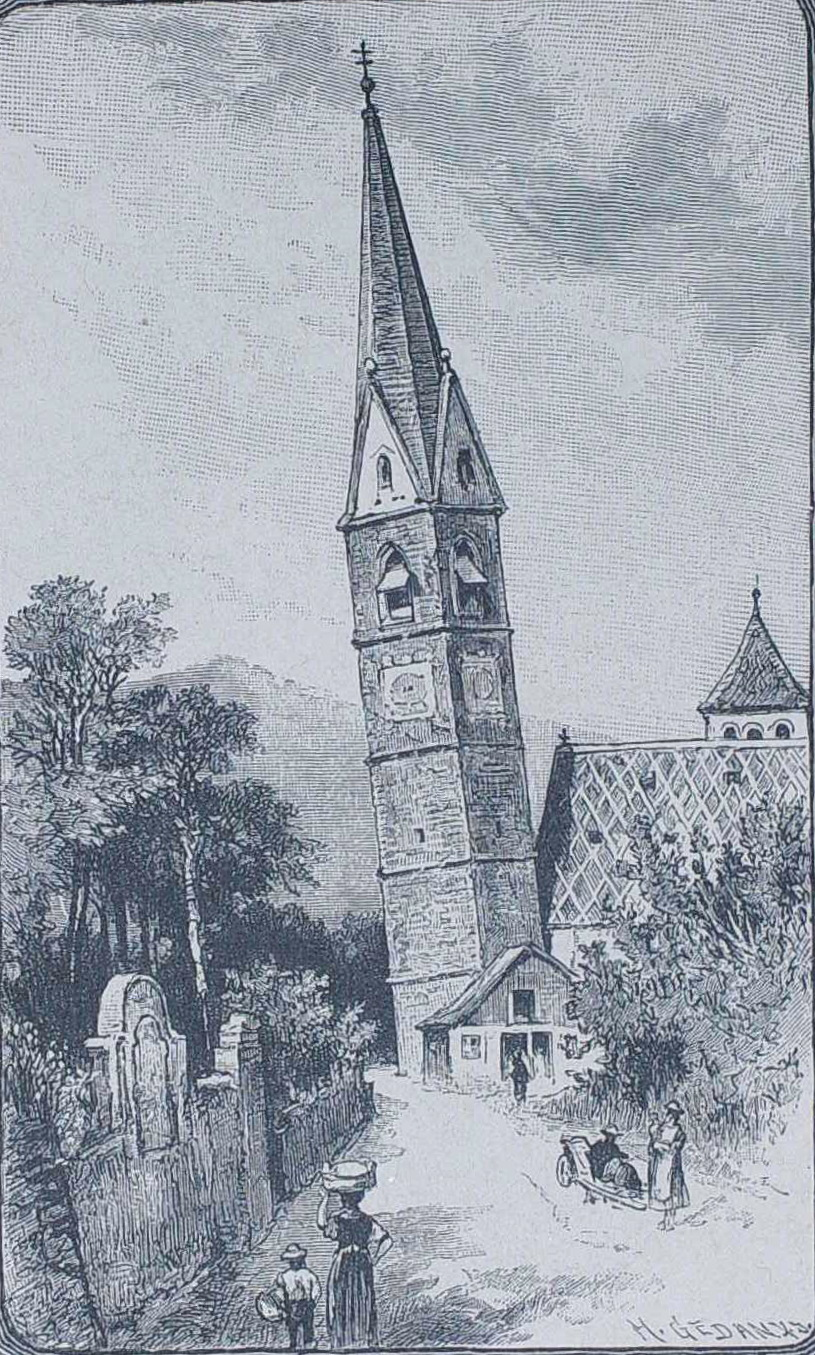
La chiesa col campanile pendente in una stampa del 1884.

Una prima chiesa in questo luogo venne eretta, in stile romanico nel XIII secolo, della quale oggi resta il campanile laterale. 
L'edificio venne ricostruito, nelle forme attuali, nel corso del XIV secolo. Si presenta in stile tardo-gotico, caratterizzato dall'alto tetto spiovente dalle tegole smaltate e dalle due torri.
L'interno è ad unica navata con abside poligonale della fine del '300 e con copertura a volte a crociera risalente al primo XV secolo.
Un'importante opera scultorea è l'Incoronazione di Maria, di Scuola veronese, realizzata attorno al 1370-1380 per il portale maggiore della chiesa. Oggi l'originale è conservato all'interno.
È del 1413 la menzione dei due prevosti ovvero amministratori laici dei beni della chiesa parrocchiale di Terlano, Cristan der Linger e Ulreich der Posch, indicati nei documenti quali i due «kirchbrästen der lieben ünser frawen ze Toerlan».

### Affreschi
Tutto l'interno è decorato dal più grande ciclo pittorico dell'Alto Adige. Gli affreschi vennero realizzati a partire dal coro, decorato fra il 1380 e il 1399; la navata dal 1407 e la cappella laterale nel 1430 e ancora nel 1470 dal maestro bolzanino Hans Stockinger. 
Intonacati verso il 1880, rivennero alla luce e parzialmente restaurati tra il 1950 e il 1971.

### Campanile
Caratteristica della chiesa è lo svettante campanile tardo-gotico eretto nel XVI secolo. Con i suoi 75 metri d'altezza è il terzo dell'Alto Adige. Tuttavia, nel corso dei secoli iniziò ad inclinarsi, guadagnandosi l'appellativo di torre pendente di Terlano (schiefer Turm von Terlan), ma alla fine dell'Ottocento raggiunse una pendenza di diversi metri, e nel 1884 fu completamente smontato e le pietre scrupolosamente numerate. Venne ricostruito, identico e con i materiali originali, tra il 1891 e il 1893.